# Liste bekannter Darsteller des deutschsprachigen Films
Diese Liste beinhaltet bekannte Darsteller des deutschsprachigen Films, unabhängig von ihrer Herkunft. Die meisten der folgenden Schauspieler waren in mehr als einem der aufgeführten Zeitabschnitte aktiv. Eingeordnet sind sie dort, wo sie ihr Debüt im deutschsprachigen Film hatten. Es gibt eine Liste bekannter DDR-Schauspieler und eine Liste österreichischer Filmschauspieler.

## Früher Stummfilm (1895–1918)
Frauen: Fern Andra, Ilse Bois, Else Bötticher, Hanne Brinkmann1, Esther Carena, Traute Carlsen, Maria Carmi1, Rita Clermont1, Mia Cordes1, Lil Dagover, Tilla Durieux, Blandine Ebinger, Olga Engl, Johanna Ewald, Margarete Ferida, Maria Forescu, Sadjah Gezza, Käthe Haack, Stella Harf1, Alice Hechy, Sabine Impekoven1, Leopoldine Konstantin, Margarete Kupfer, Lissy Lind1, Cläre Lotto, Eva May1, Mia May1, Lya Mara, Edith Meller, Cordy Millowitsch, Hella Moja, Erna Morena, Anna Müller-Lincke, Pola Negri, Asta Nielsen, Aud Egede-Nissen, Martha Novelly1, Ressel Orla1, Ossi Oswalda, Henny Porten, Rosa Porten, Frida Richard, Ellen Richter, Lyda Salmonova, Adele Sandrock, Senta Söneland, Magda Sonja, Eva Speyer, Lu Synd, Tony Sylva, Johanna Terwin, Wanda Treumann1, Rosa Valetti, Rose Veldtkirch, Hedda Vernon, Elsa Wagner, Dorrit Weixler1, Grete Weixler1, Gisela Werbezirk, Maria Widal, Emmy Wyda, Maria Zelenka, Manny Ziener.
Männer: Alfred Abel, Max Adalbert, Hans Albers, Bernd Aldor, Georg Alexander, Carl Auen, Felix Basch, Albert Bassermann, Rudolf Biebrach, Paul Bildt, Curt Bois, Louis Brody, Leo Connard, Gerhard Dammann, Bruno Decarli, Karl Ehmann, Richard Eichberg, Rudolf Essek, Julius Falkenstein, Olaf Fønss, Rudolf Forster, Henrik Galeen, Robert Garrison, Carl Goetz, Curt Goetz, John Gottowt, Emmerich Hanus, Heinz Hanus, Ludwig Hartau1, Paul Hartmann, Emil Jannings, Victor Janson, Hans Junkermann, Erich Kaiser-Titz, Fritz Kampers, Bruno Kastner, Friedrich Kayssler, Adolf Klein, Erich Kober, Fritz Kortner, Werner Krauß, Friedrich Kühne, Harry Lamberts-Paulsen, Max Laurence, Rudolf Lettinger, Harry Liedtke, Theodor Loos, Hans Mierendorff, Alexander Moissi, Hans Mühlhofer, Alwin Neuß, Paul Otto, Max Pallenberg, Lupu Pick, Harry Piel, Franz Porten1, Ernst Reicher, Arnold Rieck, Hermann Romberg1, Max Ruhbeck, Oscar Sabo, Fred Sauer1, Heinrich Schroth, Fritz Schulz, Reinhold Schünzel, Hermann Seldeneck, Ferry Sikla, Fritz Spira, Curt A. Stark, Walter Steinbeck, Hans Stock, Hermann Thimig, Jakob Tiedtke, Ludwig Trautmann, Karl Valentin, Hermann Vallentin, Gustav Waldau, Harry Walden, Aruth Wartan, Paul Wegener, Eduard von Winterstein2, Friedrich Zelnik, Wolfgang Zilzer.
1reiner Stummfilmdarsteller –
2nach 1945 bei der DEFA

## Später Stummfilm (1919–1930)
Frauen: Truus van Aalten, Marcella Albani, Betty Amann, Charlotte Ander, Lissy Arna, Vilma Bánky, Margit Barnay, Anita Berber1, Grete Berger, Elisabeth Bergner, Betty Bird, Valerie Boothby, Renate Brausewetter, Louise Brooks, Mady Christians, María Corda1, Yvette Darnys, Maly Delschaft, Xenia Desni, Marlene Dietrich, Josefine Dora, Anita Dorris, Käthe Dorsch, Wera Engels, Lucie Englisch, Evi Eva, Anna Exl, Greta Garbo, Meg Gehrts, Dora Gerson, Valeska Gert, Vivian Gibson, Therese Giehse, Erika Glässner, Dina Gralla, Nora Gregor, Ilka Grüning, Grit Haid, Liane Haid, Lilian Harvey, Grit Hegesa1, Brigitte Helm, Trude Hesterberg, Lucie Höflich, Camilla von Hollay, Dary Holm, Evelyn Holt, Camilla Horn, Ria Jende, Jenny Jugo, La Jana, Liesl Karlstadt, Inge Landgut, Marija Leiko, Olga Limburg, Marga Lindt, Lotte Lorring, Helena Makowska, Fee Malten, Lucie Mannheim, Hilde Maroff, Maria Matray, Maria Minzenti, Helga Molander, Sybill Morel, Grete Mosheim, Renate Müller, Käthe von Nagy, Loni Nest, Anny Ondra, Sophie Pagay, Anna von Palen, Mary Parker, Dita Parlo, Maria Paudler, Ida Perry, Elisabeth Pinajeff, Clementine Plessner, Ellen Plessow, Lydia Potechina, Lya de Putti1, Hanna Ralph, Grete Reinwald, Hanni Reinwald, Else Reval, Leni Riefenstahl, Claire Rommer, Margarete Schlegel, Alexandra Schmitt, Margarete Schön, Lilli Schoenborn, Julia Serda, Dagny Servaes, Hermine Sterler, Valeska Stock, Hilde von Stolz, Agnes Straub, Charlotte Susa, Toni Tetzlaff, Margot Thisset, Carola Toelle, Christa Tordy, Olga Tschechowa, Manja Tzatschewa, Hilde Wagener, Margot Walter, Hertha von Walther, Hedwig Wangel, Hanni Weisse, Gertrud Welcker, Ruth Weyher, Marianne Winkelstern, Anna May Wong, Ida Wüst.
Männer: Fritz Alberti, Ferdinand von Alten, Siegfried Arno, Ernst Behmer, Hans Behrendt, Henry Bender, Wilhelm Bendow, Charly Berger, Friedrich Berger, Paul Biensfeldt, Hans Brausewetter, Eugen Burg, Conny Carstennsen, Josef Coenen, Josef Commer, Ernst Deutsch, Carl de Vogt, Wilhelm Diegelmann, Gustav Diessl, Wilhelm Dieterle, Hugo Döblin, Max Ehrlich, Karl Etlinger, Ferdinand Exl, Karl Falkenberg, Angelo Ferrari, Hugo Fischer-Köppe, Hugo Flink, Albert Florath, Willi Forst, Harry Frank, Gerd Fricke, Willy Fritsch, Gustav Fröhlich, Alphons Fryland, Jaro Fürth, Otto Gebühr, Heinrich George, Carl Geppert, Alfred Gerasch, Kurt Gerron, Bernhard Goetzke, Rolf von Goth, Alexander Granach, Fritz Greiner, Max Gülstorff, Harry Halm, Max Hansen, Karl Harbacher, Harry Hardt, Veit Harlan, Paul Hartenstein, Leonhard Haskel, Paul Heidemann, Wolfgang Heinz2, Paul Henckels, Julius E. Herrmann, Ernst Hofmann, Oskar Homolka, Paul Hörbiger, Fred Immler, Georg Irmer, Walter Janssen, Georg John, Egon von Jordan, Oskar Karlweis, Charles Willy Kayser, Rudolf Klein-Rogge, Eugen Klöpfer, Carl-Heinz Klubertanz, Arnold Korff, Leopold von Ledebur, František Lederer, Ernst Legal, Fred Louis Lerch, Kurt Lilien, Philipp Manning, Hubert von Meyerinck, Paul Morgan, Albert Paulig, Josef Peterhans, Iván Petrovich, Hermann Picha, Karl Platen, Anton Pointner, Fritz Rasp, Paul Rehkopf, Josef Reithofer, Eugen Rex, Johannes Riemann, Walter Rilla, Rudolf Rittner, Ralph Arthur Roberts, Willi Schaeffers, Hans Adalbert Schlettow, Robert Scholz, Max Schreck, Wolfgang von Schwind, Theo Shall2, Oskar Sima, Leo Sloma, Ernst Stahl-Nachbaur, Albert Steinrück, Magnus Stifter, Igo Sym, Szöke Szakall, Henry Sze, Jack Trevor, Hans Heinrich von Twardowski, Hans Unterkircher, Conrad Veidt, Kurt Vespermann, Otto Wallburg, Gustav von Wangenheim, Hugo Werner-Kahle, Otto Wernicke, Paul Westermeier, Mathias Wieman, Bruno Ziener.
1reiner Stummfilmdarsteller

## Früher Tonfilm (1928–1935)
Frauen: Gitta Alpár, Maria Andergast, Hansi Arnstaedt, Elise Aulinger, Lída Baarová, Vilma Bekendorf, Maria Beling, Fita Benkhoff, Katja Bennefeld, Ehmi Bessel, Hedda Björnson, Ery Bos, Elga Brink, Carla Carlsen, Lina Carstens, Marieluise Claudius, Inge Conradi, Erika Dannhoff, Charlott Daudert, Gertrud de Lalsky, Lien Deyers, Liliane Dietz, Leonie Duval, Marta Eggerth, Else Ehser, Maria Eis, Else Elster, Lucie Euler, Gina Falckenberg, Maja Feist, Erna Fentsch, Heli Finkenzeller, Ellen Frank, Ilse Fürstenberg, Käthe Gold, Ursula Grabley, Dolly Haas, Trude Haefelin, Karin Hardt, Lilo Hartmann, Ruth Hellberg, Erika Helmke, Hilde Hildebrand, Carola Höhn, Lizzi Holzschuh, Hedi Höpfner, Marianne Hoppe, Brigitte Horney, Antonie Jaeckel, Hedy Kiesler, Franziska Kinz, Herti Kirchner, Maria Koppenhöfer, Ilse Korseck, Maria Krahn, Hilde Krüger, Hansi Knoteck, Josefine Kramer-Glöckner, Dorit Kreysler, Susi Lanner, Eva L’Arronge, Wera Liessem, Amanda Lindner, Lotte Loebinger1, Carsta Löck, Maria Loja, Elena Luber, Else Lüders, Karin Lüsebrink, Annie Markart, Trude Marlen, Maria Meißner, Anita Mey, Trude von Molo, Louise Morland, Genia Nikolajewa, Gerti Ober, Edith Oss, Berthe Ostyn, Sabine Peters, Else Quecke, Dolly Raphael, Fee von Reichlin, Claire Reigbert, Rotraut Richter, Annie Rosar, Angela Salloker, Sybille Schmitz, Hilde Schneider, Magda Schneider, Wera Schultz, Ellen Schwanneke, Betty Sedlmayr, Maria Seidler, Charlotte Serda, Hilde Sessak, Emmy Sonnemann, Annemarie Sörensen, Katja Specht, Camilla Spira1, Lotte Spira, Annemarie Steinsieck, Rose Stradner, Erika Streithorst, Margit Symo, Gretl Theimer, Hertha Thiele, Dorothea Thiess, Hella Tornegg, Luise Ullrich, Petra Unkel, Jessie Vihrog, Hanna Waag, Lizzi Waldmüller, Grethe Weiser, Elisabeth Wendt, Lotte Werkmeister, Hilde Weissner, Dorothea Wieck, Gertrud Wolle, Martha Ziegler.
Männer: Wolf Ackva, Wolf Albach-Retty, Günther Ballier, Paul Beckers, Heinz Berghaus, Erwin Biegel, Gerhard Bienert1, Horst Birr, Eduard Bornträger, Julius Brandt, Beppo Brem, Felix Bressart, Gaston Briese, Egon Brosig, Hansjoachim Büttner, Conrad Cappi, Claus Clausen, Heinz von Cleve, Volker von Collande, Josef Dahmen, Karl Dannemann, Viktor de Kowa, René Deltgen, Hans Deppe, Jac Diehl, Karl Ludwig Diehl, Fred Döderlein, Will Dohm, Ernst Dumcke, Erich Dunskus, Max Eckard, Josef Egger, Josef Eichheim, Friedrich Ettel, Erich Fiedler, Werner Finck, Walter Franck, Hugo Froelich, Fritz Genschow, Herbert Gernot, Friedrich Gnaß1, Fred Goebel, Walter Gross, Gustaf Gründgens, Richard Handwerk, Ferdinand Hart, O. E. Hasse, Emil Hegetschweiler, Karl Hellmer1, Hans Henninger, Oskar Höcker, Attila Hörbiger, Herbert Hübner1, Jupp Hussels, Fritz Imhoff, Edwin Jürgensen, Ernst Karchow, Paul Kemp, Erich Kestin, Jan Kiepura, Franz Klebusch, Paul Klinger, Charlie Kracker, Otto Kronburger, Wilhelm Paul Krüger, Hans Leibelt1, Eberhard Leithoff, Wolfgang Liebeneiner, Albert Lieven, Theo Lingen, Eduard Linkers, Henry Lorenzen, Günther Lüders, Gustav Mahncke, Hermann Mayer-Falkow, Kurt Meisel, Karl Meixner, Bernhard Minetti, Aribert Mog, Hans Moser, Hadrian Maria Netto, Michael von Newlinski, Franz Nicklisch, Erik Ode, Fritz Odemar, Hellmuth Passarge, Harald Paulsen, Rolf Pinegger, Rudolf Platte, Klaus Pohl, Erich Ponto, Hans Pössenbacher, Gustav Püttjer, Louis Ralph, Arthur Reinhardt, Hans Richter, Paul Richter, Richard Romanowsky, Ernst Rotmund, Arthur Reppert, Helmuth Rudolph, Ernst Rückert, Heinz Rühmann, Heinz Salfner, Otto Sauter-Sarto, Franz Schafheitlin, Werner Scharf, Hans Hermann Schaufuß, Joseph Schmidt, Georg H. Schnell, Albrecht Schoenhals, S.O. Schoening, Hugo Schrader, Franz W. Schröder-Schrom, Carl-Heinz Schroth, Rudolf Schündler, Willi Schur, Siegfried Schürenberg, Kurt Seifert, Josef Sieber, Leo Slezak, Hans Söhnker, Hermann Speelmans, Gustl Gstettenbaur, Wolfgang Staudte, Franz Stein, Karel Štěpánek, Hans Stiebner, Werner Stock, Joe Stöckel, Otto Stoeckel, Hans Stüwe, Walther Suessenguth1, Luis Trenker, Ernst Udet, Hans Waschatko, Aribert Wäscher, Franz Weber, Franz Weilhammer, Weiß Ferdl, Herbert Weißbach, Heinz Wemper, Eduard Wenck, Ewald Wenck, Carl Wery, Eduard Wesener, Max Weydner, Adolf Wohlbrück, Hans Zesch-Ballot.
1nach 1945 bei der DEFA

## Zeit des Nationalsozialismus
Frauen: Ilse Abel, Thea Aichbichler, Rosa Albach-Retty, Käthe Alving, Roma Bahn, Viktoria von Ballasko, Ellen Bang, Maria Bard, Renate Barken, Hildegard Barko, Sigrid Becker, Lilo Bergen, Margot Berger, Ingrid Bergman, Jeanette Bethge, Hedwig Bleibtreu, Gerta Böttcher, Elisabeth Botz, Katharina Brauren, Aenne Bruck, Toni von Bukovics, Monika Burg (Claude Farell), Gisela von Collande, Vera Comployer, Inge Konradi, Fanny Cotta, Friedl Czepa, Elfriede Datzig, Ursula Deinert, Christa Dilthey, Marina von Ditmar, Berta Drews, Inge Drexel, Elfie Dugal, Anita Düvel, Käthe Dyckhoff, Clementia Egies, Tina Eilers, Margot Erbst, Elvira Erdmann, Elisabeth Eygk, Hertha Feiler, Elisabeth Flickenschildt, Hildegard Fränzel, Jutta Freybe, Janne Furch, Ali Ghito, Suse Graf, Hildegard Grethe, Margarete Haagen, Friedl Haerlin, Hertha von Hagen, Marte Harell, Vera Hartegg, Heidemarie Hatheyer, Angelika Hauff1, Lena Haustein, Kirsten Heiberg, Ursula Herking, Margot Hielscher, Ellen Hille, Karin Himboldt, Maria Hofen, Hilla Hofer, Gabriele Hoffmann-Rotter, Irmgard Hoffmann, Maria Holst, Annemarie Holtz, Olly Holzmann, Margot Höpfner, Melanie Horeschovsky, Gusti Huber, Hilde Jansen, Jola Jobst, Käte Jöken-König, Jutta Jol, Heidi Kabel, Gerti Kammerzell, Geraldine Katt, Eva Klein-Donath, Hildegard Knef, Lotte Koch, Irene Kohl, Dora Komar, Hilde Körber, Annemarie Korff, Polly Koss, Hilde Krahl, Gustl Kreusch, Kate Kühl, Else Kündinger, Evelyn Künneke, Ingeborg von Kusserow, Maria Landrock, Lotte Lang, Zarah Leander, Trude Lehmann, Inge List, Maria Litto, Bruni Löbel, Ruth Lommel, Lina Lossen, Ingrid Lutz, Christl Mardayn, Leny Marenbach1, Elisabeth Markus, Winnie Markus, Valérie von Martens, Gerda Maurus, Herta Mayen, Elfie Mayerhofer, Eva Maria Meineke, Edith Meinel, Edith Meinhard, Käte Merk, Gertrud Meyen, Irene von Meyendorff, Lucy Millowitsch, Else von Moellendorff, Theodolinde Müller, Lola Müthel, Susi Nicoletti, Gerda von der Osten, Katja Pahl, Ilse Petri, Flockina von Platen, Alexa von Porembsky, Auguste Pünkösdy, Mady Rahl, Erika Raphael, Lotte Rausch, Annelies Reinhold, Herma Relin, Ethel Reschke, Marina Ried, Marika Rökk, Traute Rose, Carla Rust, Margarete Sachse, Tatjana Sais, Marta Salm, Liselotte Schaak, Olga Schaub, Annemarie Schäfer, Babsi Schultz-Reckewell, Françoise Rosay, Charlotte Schellhorn, Gisela Schlüter, Tine Schneider, Sonja-Gerda Scholz, Gretl Schörg, Irmingard Schreiter, Hannelore Schroth, Charlotte Schultz, Adelheid Seeck, Hilde Seipp, Erna Sellmer, Helli Servi, Marianne Simson, Kristina Söderbaum, Maria Stadler, Marianne Stanior, Renée Stobrawa, Eleonore Tappert, Maria von Tasnady, Gerda Maria Terno, Erika von Thellmann, Jane Tilden, Eva Tinschmann, Ilse Trautschold, Alice Treff, Gisela Uhlen, Anneliese Uhlig, Ursula Ulrich, Hilde Volk, Melanie Webelhorst-Zimmermann, Meta Weber, Thea Weis, Hansi Wendler, Vicky Werckmeister, Ilse Werner, Paula Wessely, Agnes Windeck, Margrit Winter, Charlotte Witthauer, Gusti Wolf, Herta Worell, Gisa Wurm, Anneliese Würtz, Maria Zidek-Meck, Hermine Ziegler, Sonja Ziemann.
Männer: Viktor Afritsch, Axel von Ambesser, Lukas Ammann, Valy Arnheim, Franz Arzdorf, Ewald Balser, Walter Bechmann, Reinhold Bernt, Erwin Biegel, Willy Birgel, Franz Böheim, Herbert A. E. Böhme, Peter Bosse, Fritz Böttger, Otto Braml, Joachim Brennecke, Siegfried Breuer, Hermann Brix, Robert Bürkner, Rudolf Carl, Horst Caspar, Paul Dahlke, Theodor Danegger, Ernst Dernburg, Friedrich Domin, Frits van Dongen, Robert Dorsay, Peter Elsholtz, Alexander Engel1, Andrews Engelmann, Heinz Engelmann, Hermann Erhardt, Arthur Fritz Eugens, Rudolf Eweler, Richard Eybner, Rudolf Fernau, Adolf Fischer, O. W. Fischer, Hans Fitz, Robert Forsch, Robert Freitag, Erik Frey, Julius Frey, Ernst Fritz Fürbringer, Werner Fuetterer, Fritz Genschow, Beniamino Gigli, Rudi Godden, Alexander Golling, Adolf Gondrell, Joachim Gottschalk, Hugo Gottschlich, Lutz Götz, Otto Graf, Aribert Grimmer1, Hansjakob Gröblinghoff, Carl Günther, Jens von Hagen, Tibor von Halmay, Hans Hanauer, Karl Hannemann, Knut Hartwig, Clemens Hasse, Karl Haubenreißer, Max Haufler, Ullrich Haupt, Heinrich Hauser, Richard Häussler, Johannes Heesters, Albert Hehn, Hellmuth Helsig, Hans Hemes, Emil Hess, Werner Hinz, Paul Hoffmann, Harald Holberg, Willem Holsboer, Hans Holt, Friedrich Honna, Fritz Hoopts, Bruno Hübner, Paul Hubschmid, Axel Ivers, Malte Jaeger, Albert Janscheck, Karl John, Curd Jürgens, Wolf Kaiser1, Josef Kamper, Christian Kayßler, Hannes Keppler, Leopold Kerscher, Wolfgang Kieling, Ernst von Klipstein, Rudolf Klix1, Gustav Knuth, Eduard Köck, Erwin Kohlund, Nikolai Kolin, Wilhelm H. König, Hardy Krüger, Carl Kuhlmann, Ingolf Kuntze, Walter Ladengast, Fritz Lafontaine, Michl Lang, Waldemar Leitgeb, Walter Lieck, Ludwig Linkmann, Albert Lippert, Ralph Lothar, Richard Ludwig, Wolfgang Lukschy, Alfred Maack, Ferdinand Maierhofer, Ferdinand Marian, Eduard Marks, Karl Martell, Albert Matterstock, Paul Mederow, Kurt Meister, Hans Meyer-Hanno, Kurt Mikulski, Gunnar Möller, Walter Müller, Armin Münch, Alfred Neugebauer, Hans Nielsen, Jaspar von Oertzen, Hans Olden, Justus Paris, Reginald Pasch, John Pauls-Harding, Friedrich Petermann, Karl-Heinz Peters, Leo Peukert, Werner Pledath1, Rudolf Prack, Hermann Pfeiffer, Will Quadflieg, Hans Quest, Carl Raddatz, Erik Radolf, Sepp Rist, Norbert Rohringer, Willi Rose, Willy Rösner, Ernst Sattler, Ernst Albert Schaah, Raimund Schelcher1, Just Scheu, Alfred Schieske, Ernst G. Schiffner, Ludwig Schmid-Wildy, Ludwig Schmitz, Hans Schneider, Karl Schönböck, Dietmar Schönherr, Werner Schott, Walter Schramm-Duncker, Arnulf Schröder, Arthur Schröder, Ernst Schröder, Willy Schultes, Hans Schwarz jr., Paul Schwed, Armin Schweizer, Wilfried Seyferth, Klaus Detlef Sierck, Karl Skraup, Viktor Staal, Walter Steinweg, Hannes Stelzer, Hans Sternberg, Ernst Stimmel, Friedrich Ulmer, Georg Thomalla, Otz Tollen, Otto Tressler, Heinrich Troxbömker, Wolf Trutz, Ivo Veit, Albert Venohr, Paul Verhoeven, Max Vierlinger, Egon Vogel, Rudolf Vogel, Georg Vogelsang, Rudolf Vones, Peter Voß, Fritz Wagner1, Karl Wagner, Kurt Waitzmann, Ernst Waldow, Eduard Wandrey, Rolf Wanka, Oskar Wegrostek, Rolf Weih, Helmut Weiß, Heinz Welzel, Walter Werner, Mathias Wieman, Max Wilmsen, Wastl Witt, Willi Witte, Erich Ziegel, Adolf Ziegler, Franz Zimmermann.
1nach 1945 bei der DEFA

## Nachkriegszeit und 1950er Jahre

### Bundesrepublik Deutschland, Österreich, Schweiz
Frauen: Elke Aberle, Kathrin Ackermann, Dawn Addams, Kerstin de Ahna, Susanne von Almassy, Karin Andersen, Ingrid Andree, Elke Arendt, Karin Baal, Vivi Bach, Erica Balqué, Eva Bartok, Chariklia Baxevanos, Erica Beer, Heliane Bei, Birgit Bergen, Senta Berger, Christa Berndl, Sabine Bethmann, Anne-Marie Blanc, Hannelore Bollmann, Cornell Borchers, Grit Boettcher, Paula Braend, Heidi Brühl, Corny Collins, Ingeborg Cornelius, Susanne Cramer, Liane Croon, Monika Dahlberg, Germaine Damar, Renate Danz, Karin Dor, Ruth Drexel, Annemarie Düringer, Inge Egger, Lia Eibenschütz, Hannelore Elsner, Maria Emo, Renate Ewert, Gisela Fackeldey, Helga Feddersen, Violetta Ferrari, Agnes Fink, Kai Fischer, Veronika Fitz, Giulia Follina, Barbara Frey, Loni von Friedl, Lore Frisch, Cornelia Froboess, Wera Frydtberg, Zsa Zsa Gabor, Barbara Gallauner, Antje Geerk, Gudrun Genest, Claudia Gerstäcker, Gerty Godden, Elisabeth Goebel, Catja Görna, Christine Görner, Gardy Granass, Brigitte Grothum, Isa Günther, Jutta Günther, Anita Gutwell, Sibylle von Gymnich, Waltraut Haas, Erna Haffner, Carla Hagen, Ina Halley, Edith Hancke, Friedl Hardt, Beate Hasenau, Ruth Hausmeister, Edith Heerdegen, Nicole Heesters, Trude Herr, Karin Heske, Loni Heuser, Marianne Hold, Renate Holm, Christiane Hörbiger, Karin Hübner, Tatjana Iwanow, Ulla Jacobsson, Käte Jaenicke, Christiane Jansen, Gertraud Jesserer, Charlotte Joeres, Monika John, Bibi Johns, Gerda-Maria Jürgens, Ursula Justin, Anneliese Kaplan, Elma Karlowa, Christine Kaufmann, Lonny Kellner, Eva Kerbler, Alice Kessler, Ellen Kessler, Ruth Killer, Josefin Kipper, Doris Kirchner, Rose-Marie Kirstein, Else Knott, Johanna von Koczian, Ingeborg Körner, Eva Kotthaus, Cissy Kraner, Charlotte Kramm, Gertrud Kückelmann, Ilse Künkele, Elfriede Kuzmany, Mara Lane, Tilly Lauenstein, Lotte Ledl, Ruth Leuwerik, Ursula Lillig, Ursula Lingen, Gerlinde Locker, Marga Maasberg, Erni Mangold, Renate Mannhardt, Jayne Mansfield, Marie-Luise Marjan, Louise Martini, Johanna Matz, Christiane Maybach, Katharina Mayberg, Rosl Mayr, Angelika Meissner, Marisa Mell, Inge Meysel, Marion Michael, Edith Mill, Brigitte Mira, Bettina Moissi, Vera Molnar, Elisabeth Müller, Jester Naefe, Helga Neuner, Ruth Niehaus, Christiane Nielsen, Rita-Maria Nowotny, Margit Nünke, Ilse Pagé, Lilli Palmer, Ingrid Pan, Rita Paul, Monika Peitsch, Maria Perschy, Elfie Pertramer, Ina Peters, Petra Peters, Marina Petrowa, Eva Pflug, Eva Probst, Liselotte Pulver, Laya Raki1, Nadja Regin, Erika Remberg, Hanna Rucker, Barbara Rütting, Margit Saad, Uta Sax, Maria Schell, Gisela Schmidting, Romy Schneider, Elsa Scholten, Eva-Ingeborg Scholz, Ingeborg Schöner, Annemarie Schradiek, Jeanette Schultze, Edith Schultze-Westrum, Ellen Schwiers, Maria Sebaldt, Ilse Seemann, Alma Seidler, Edda Seippel, Lou Seitz, Sabina Sesselmann, Sabine Sinjen, Ann Smyrner, Elke Sommer, Helga Sommerfeld, Herta Staal, Ingrid Stenn, Ruth Stephan, Ilse Steppat, Gisela Tantau, Thea Thiele, Helene Thimig, Nadja Tiller, Cordula Trantow, Margot Trooger, Gisela Trowe, Vera Tschechowa, Ellen Umlauf, Caterina Valente, Ingrid van Bergen, Helen Vita, Antje Weisgerber, Sybil Werden, Elisabeth Wiedemann, Hanne Wieder, Christa Williams, Maria Wimmer, Marianne Wischmann, Lia Wöhr, Ingmar Zeisberg, Eva Zlonitzky.
Männer: Mario Adorf, Thomas Alder, Peter Alexander, Michael Ande, Eddi Arent, Arno Assmann, Erich Auer, Balduin Baas, Leo Bardischewski, Lex Barker, Frank Barufski, Horst Beck, Friedrich G. Beckhaus, Ulrich Beiger, Karl Heinz Bender, Martin Benrath, Fritz Benscher, Tilo von Berlepsch, Claus Biederstaedt, Hans Christian Blech, Alfred Böhm, Karlheinz Böhm, Wilmut Borell, Dieter Borsche, Hans von Borsody, Charles Brauer, Pinkas Braun, Hans Brenner, Siegfried Breuer jr., Pierre Brice, Jochen Brockmann, Karl Brückel, Horst Buchholz, Bully Buhlan, Walter Buschhoff, Wolfgang Büttner, Peter Carsten, Hans Clarin, Wolfgang Condrus, Heinz Conrads, Hans Cossy, Michael Cramer, Armin Dahlen, Klaus Dahlen, Ivan Desny, Christian Doermer, Heinz Drache, Eckart Dux, Fritz Eckhardt, Harry Engel, Hans Epskamp, Heinz Erhardt, Paul Esser, Hans Elwenspoek, Hansjörg Felmy, Sigurd Fitzek, Bert Fortell, Silvio Francesco, Horst Frank, Peter Frankenfeld, Gerhard Frickhöffer, Gert Fröbe, Matthias Fuchs, Joachim Fuchsberger, Harry Fuss, Peter Garden, Benno Gellenbeck, Konrad Georg, Götz George, Rex Gildo, Walter Giller, Ernst Ginsberg, Reinhard Glemnitz, Helmuth Gmelin, Boy Gobert, Heini Göbel, Robert Graf, Heinrich Gretler, Oliver Grimm, Wilhelm Groothe, Kurt Großkurth, Wolfgang Gruner, Holger Hagen, Joachim Hansen, Oliver Hassencamp, Klaus Havenstein, Oscar Heiler, Kurt Heintel, Martin Held, Jan Hendriks, Rolf Henniger, Kurt Hepperlin, Klaus Herm, Michael Hinz, Gert Günther Hoffmann, Claus Holm, Thomas Holtzmann, Thomas Hörbiger, Adrian Hoven, Chris Howland, Hans Irle, Kurt Jaggberg, Wolfgang Jansen, Horst Janson, Günther Jerschke, Friedrich Joloff, Harald Juhnke, Gerhard Just, Roland Kaiser, Heini Kaufeld, Helmut Käutner, Horst Keitel, Joachim Kemmer, Alexander Kerst, Klaus Kinski, Til Kiwe, Walter Kohut, Reinhard Kolldehoff, Fred Kraus, Peter Kraus, Karl-Heinz Kreienbaum, Bum Krüger, Franz-Otto Krüger, Benno Kusche, Franz Kutschera, Rolf Kutschera, Hellmut Lange, Heinz Lanker, Richard Lauffen, Volker Lechtenbrink, Stanislav Ledinek, Christopher Lee, Rudolf Lenz, Kurt Lieck, Karl Lieffen, Wolfried Lier, Werner Lieven, Erwin Linder, Hugo Lindinger, Adi Lödel, Helmuth Lohner, Hanns Lothar, Bruce Low, Paul Löwinger, Klaus Löwitsch, Siegfried Lowitz, Günter Lüdke, Otto Lüthje, Willy Maertens, Alf Marholm, Josef Meinrad, Günter Meisner, Hannes Messemer, Ludwig Meybert, Harry Meyen, Robert Meyn, Willy Millowitsch, Lutz Moik, Peter Mosbacher, Fritz Muliar, Wolfgang Müller, Franz Muxeneder, Reggie Nalder, Rolf von Nauckhoff, Peter Nestler, Wolfgang Neuss, Joseph Offenbach, Rolf Olsen, Georg Pahl, Bruno W. Pantel, Peter Pasetti, Peter Paul, Rainer Penkert, Kurd Pieritz, Günter Pfitzmann, Gunther Philipp, Kurt Pratsch-Kaufmann, Wolfgang Preiss, Hans Putz, Helmut Qualtinger, Freddy Quinn, Charles Regnier, Willy Reichert, Heinz Reincke, Ernst Reinhold, Hans Reiser, Fritz Rémond, Raoul Retzer, Walther Reyer, Rudolf Rhomberg, Gerhard Riedmann, Werner Riepel, Paul Edwin Roth, Albert Rueprecht, Sieghardt Rupp, Maximilian Schell, Erich Schellow, Eric Schildkraut, Heinz Schimmelpfennig, Karl-Maria Schley, Helmut Schmid, Peer Schmidt, Franz Schneider, Helmuth Schneider, Rudolf Schock, Hermann Schomberg, Friedrich Schoenfelder, Hans E. Schons, Emmerich Schrenk, Werner Schumacher, Erik Schumann, Heinrich Schweiger, Karl Schwetter, Walter Sedlmayr, Ernst Stankovski, Leonard Steckel, Sigfrit Steiner, Erwin Strahl, Fritz Straßner, Achim Strietzel, Hubert Suschka, Horst Tappert, Hans Terofal, Peter Thom, Carlos Thompson, Herbert Tiede, Fritz Tillmann, Bobby Todd, Vico Torriani, Ed Tracy, Günther Ungeheuer, Henry Vahl, Peter van Eyck, Peter Vogel, Karl-Michael Vogler, Wolfgang Völz, Carl Voscherau, Wolfgang Wahl, Ernst Waldbrunn, Peter Weck, Heinz Weiss, Gerhard Wendland, Elmar Wepper, Fritz Wepper, Oskar Werner, Bernhard Wicki, Claus Wilcke, Christian Wolff, Ralf Wolter, Klausjürgen Wussow, Harry Wüstenhagen, Helmut Zacharias.
1zunächst bei der DEFA

### Deutsche Demokratische Republik
Frauen: Doris Abeßer, Barbara Adolph, Käte Alving, Evamaria Bath, Liselott Baumgarten, Manja Behrens, Maria Besendahl, Christel Bodenstein, Ursula Braun, Carola Braunbock, Gertrud Brendler, Charlotte Brummerhoff, Angela Brunner, Ursula Burg, Annekathrin Bürger, Mathilde Danegger, Barbara Dittus, Susanne Düllmann, Erika Dunkelmann, Elfriede Florin, Ruth Glöss, Helga Göring, Christa Gottschalk, Elsa Grube-Deister, Annemone Haase, Eva-Maria Hagen, Judith Harms, Margret Homeyer, Angelika Hurwicz, Marion van de Kamp, Inge Keller, Ruth Kommerell, Irene Korb, Elsa Korén, Waltraut Kramm, Agnes Kraus, Brigitte Krause, Ruth Maria Kubitschek, Charlotte Küter, Christine Laszar, Marga Legal, Monika Lennartz, Brigitte Lindenberg, Annelise Matschulat, Yvonne Merin, Erika Müller-Fürstenau, Irma Münch, Ingrid Ohlenschläger, Helga Piur, Helga Raumer, Käthe Reichel, Sigrid Roth, Maria Rouvel, Antje Ruge, Karla Runkehl, Steffie Spira, Sonja Sutter, Lissy Tempelhof, Sabine Thalbach, Dora Thalmer, Ilse Voigt, Else Wolz, Marianne Wünscher.
Männer: Johannes Arpe, Alfred Balthoff, Reimar Johannes Baur, Gerd Biewer, Lothar Blumhagen, Manfred Borges, Erich Brauer, Karl Brenk, Bruno Carstens, Norbert Christian, Fritz Decho, Fred Delmare, Jochen Diestelmann, Fritz Diez, Werner Dissel, Josef Peter Dornseif, Horst Drinda, Fred Düren, Gerd Ehlers, Hans Emons, Christoph Engel, Hans Finohr, Hannes Fischer, Rudolf Fleck, Martin Flörchinger, Erich Franz, Gerhard Frei, Albert Garbe, Erwin Geschonneck, Heinrich Gies, Harry Gillmann, Wolf Goette, Günther Grabbert, Herwart Grosse, Hanns Groth, Harald Halgardt, Hans W. Hamacher, Hans-Joachim Hanisch, Hannjo Hasse, Ezard Haußmann, Martin Hellberg, Paul R. Henker, Peter Herden, Albert Hetterle, Harry Hindemith, Adolf Peter Hoffmann, Georg Irmer, Gerd Jaeger, Horst Jonischkan, Walter Jupé, Karl Kendzia, Herbert Kiper, Peter Kiwitt, Erik S. Klein, Willy A. Kleinau, Hans Klering, Heinz Klevenow, Johannes Knittel, Wilhelm Koch-Hooge, Herbert Köfer, Eberhard Krug, Manfred Krug, Horst Kube, Gerhard Lau, Hans-Ulrich Lauffer, Walter Lendrich, Werner Lierck, Stefan Lisewski, Hans Lucke, Rolf Ludwig, Harald Mannl, Edwin Marian, Hans-Joachim Martens, Peter Marx, Johannes Maus, Frank Michelis, Reinhard Michaelke, Hans-Peter Minetti, Armin Mueller-Stahl, Hans Neie, Willi Neuenhahn, Horst Neumann, Leon Niemczyk, Kurt Oligmüller, Uwe-Jens Pape, Arno Paulsen, Dieter Perlwitz, Hanns Anselm Perten, Werner Peters, Paul Pfingst, Horst Preusker, Gerhard Rachold, Kurt Rackelmann, Friedrich Richter, Herbert Richter, Rolf Ripperger, Hans-Georg Rudolph, Gerd E. Schäfer, Ekkehard Schall, Johannes Schmidt, Heinz Scholz, Horst Schön, Horst Schönemann, Willi Schrade, Helmut Schreiber, Heinz Schubert, Horst Schulze, Willi Schwabe, Ernst-Georg Schwill, Werner Segtrop, Günther Simon, Otto Stübler, Harry Studt, Wolfgang Stumpf, Peter Sturm, Hilmar Thate, Ulrich Thein, Hans-Peter Thielen, Jochen Thomas, Ulrich von der Trenck, Robert Trösch, Rudolf Ulrich, Erik Veldre, Hans Wehrl, Karl-Heinz Weiß, Siegfried Weiß, Gerry Wolff, Arno Wyzniewski.

## 1960er Jahre

### Bundesrepublik Deutschland, Österreich, Schweiz
Frauen: Helga Anders, Karin Anselm, Hannelore Auer, Eva Maria Bauer, Ina Bauer, Angelika Bender, Iris Berben, Senta Berger, Viktoria Brams, Jana Brejchová, Maria Brockerhoff, Geneviève Cluny, Ursula Dirichs, Ina Duscha, Almut Eggert, Karin Eickelbaum, Rosemarie Fendel, Astrid Frank, Enzi Fuchs, Uschi Glas, Mascha Gonska, Anneli Granget, Ilona Grübel, Gitte Hænning, Gisela Hahn, Elke Haltaufderheide, Sophie Hardy, Irm Hermann, Hannelore Hoger, Susanne Hsiao, Anna Karina, Eva Kinsky, Herma Koehn, Diana Körner, Sylva Koscina, Lotti Krekel, Christiane Krüger, Doris Kunstmann, Anita Kupsch, Ursula Langrock, Ingeborg Lapsien, Daliah Lavi, Marianne Lindner, Monika Lundi, Margot Mahler, Michaela May, Magdalena Montezuma, Stella Mooney, Kristina Nel, Angelika Ott, Anita Pallenberg, Monika Peitsch, Ulli Philipp, Erika Pluhar, Witta Pohl, Dunja Rajter, Andrea Rau, Eva Renzi, Simone Rethel, Renate Roland, Letitia Roman, Rosy Rosy, Christiane Rücker, Katrin Schaake, Catherine Schell, Barbara Schöne, Charlotte Schreiber-Just, Christine Schuberth, Hanna Schygulla, Maria Singer, Inken Sommer, Helga Sommerfeld, Jutta Speidel, Barbie Steinhaus, Alexandra Stewart, Ewa Strömberg, Katharina Tüschen, Ingrid Thulin, Margarethe von Trotta, Susanne Uhlen, Lilith Ungerer, Barbara Valentin, Marie Versini, Elisabeth Volkmann, Christa Wehling, Heidelinde Weis, Eleonore Weisgerber, Lydia Weiss, Gila von Weitershausen, Thekla Carola Wied, Angela Winkler, Judy Winter, Christine Wodetzky, Monika Zinnenberg.
Männer: Werner Abrolat, Christian Anders, Gerd Baltus, Rainer Basedow, Hans-Jürgen Bäumler, Gustl Bayrhammer, Rolf Becker, Stefan Behrens, Rudolf Beiswanger, Heinz Bennent, Helmut Berger, Peter Berling, Edgar Bessen, Uwe Beyer, Roy Black, Gerd Böckmann, Carlo Böhm, Hark Bohm, Marquard Bohm, Horst Bollmann, Herbert Bötticher, Rolf Boysen, Arthur Brauss, Rudolf Waldemar Brem, Jean-Claude Brialy, Jochen Busse, Mathieu Carrière, Karl Dall, Jürgen Draeger, Ferdinand Dux, Alfred Edel, Gernot Endemann, Werner Enke, Til Erwig, Rainer Werner Fassbinder, Helmut Fischer, Uwe Friedrichsen, Thomas Fritsch, Herbert Fux, Bruno Ganz, Dieter Geißler, Vadim Glowna, Helmut Griem, Max Grießer, Dieter Hallervorden, Hans Peter Hallwachs, Willy Harlander, Gert Haucke, Sascha Hehn, Bernd Herzsprung, Hans Hirschmüller, Robert Hoffmann, Klaus Höhne, Jürgen Holtz, Martin Jente, Walter Jokisch, Udo Jürgens, Harry Kalenberg, Udo Kier, Ulli Kinalzik, Wilfried Klaus, Gerhard Konzack, Hans Peter Korff, Hans Korte, Hansi Kraus, Pit Krüger, Günter Lamprecht, Friedrich von Ledebur, Harald Leipnitz, Gerhart Lippert, Ulli Lommel, Walo Lüönd, Martin Lüttge, Henry van Lyck, Günter Mack, Michael Maien, Gunther Malzacher, Marius Müller-Westernhagen, Franco Nero, Günther Neutze, Horst Michael Neutze, Erich Padalewski, Werner Pochath, Kurt Raab, Ilja Richter, Utz Richter, Stephan Schwartz, Klaus Schwarzkopf, Hendrik (Heintje) Simons, Adolph Spalinger, Peter Steiner, Peter Striebeck, Rinaldo Talamonti, Walter Tschernich, Hans Tügel, Wolfgang Unterzaucher, Frithjof Vierock, Friedrich von Thun, Karl-Heinz Vosgerau, Herwig Walter, Rolf Zacher.

## 1970er Jahre

### Bundesrepublik Deutschland, Österreich, Schweiz
Frauen: Heide Ackermann, Stella Adorf, Adelheid Arndt, Andrea L’Arronge, Ortrud Beginnen, Helga Bender, Anne Bennent, Katja Bienert, Annamirl Bierbichler, Monica Bleibtreu, Tabea Blumenschein, Marita Breuer, Uschi Buchfellner, Mareike Carrière, Margit Carstensen, Ingrid Caven, Ute Christensen, Edith Clever, Marie Colbin, Sybil Danning, Claudia Demarmels, Kirsten Dene, Gaby Dohm, Dolly Dollar, Tina Engel, Constanze Engelbrecht, Kristina van Eyck, Veronika Faber, Rita Feldmeier, Bea Fiedler, Lisa Fitz, Maria Furtwängler, Barbara Gass, Mechthild Großmann, Antje Hagen, Evelyn Hamann, Heidi Hansen, Monika Hansen, Ila von Hasperg, Nina Hoger, Grischa Huber, Anja Jaenicke, Gisela Keiner, Nastassja Kinski, Ute Kittelberger, Hildegard Krekel, Cleo Kretschmer, Lisa Kreuzer, Jutta Lampe, Renate Langer, Barbara Lass, Anita Lochner, Annemarie Marks-Rocke, Eva Mattes, Sabine von Maydell, Sunnyi Melles, Angelika Milster, Ursela Monn, Toni Netzle, Evelyn Opela, Elisabeth Orth, Olivia Pascal, Renate Pelster, Lilo Pempeit, Veronika-Marie von Quast, Silvia Reize, Patricia Rhomberg, Sydne Rome, Rose Renée Roth, Katja Rupé, Gisela Schneeberger, Karin Schubert, Ingrid Steeger, Barbara Sukowa, Elisabeth Trissenaar, Dietlinde Turban, Dana Vávrová, Franziska Walser, Rosel Zech.
Männer: Herbert Achternbusch, Peer Augustinski, Harry Baer, Hartmut Becker, Wolfgang Beigel, Ekkehardt Belle, David Bennent, Wolf-Dietrich Berg, Toni Berger, Christian Berkel, Josef Bierbichler, Uwe Bohm, Markus Boysen, Klaus Maria Brandauer, Volker Brandt, Jacques Breuer, Franz Buchrieser, Rudi Carrell, Eric P. Caspar, Claus Dieter Clausnitzer, Burkhard Driest, Sky du Mont, Heinz Eckner, Volker Eckstein, Christoph Eichhorn, Wolfgang Fierek, Michael Fitz, Peter Fitz, Eike Gallwitz, Herbert Grönemeyer, Matthias Habich, Raimund Harmstorf, Reinhard Hauff, Dieter Thomas Heck, André Heller, Herbert Herrmann, Ernst H. Hilbich, Alois Hitzenbichler, Heinz Hoenig, Dominique Horwitz, Jörg Hube, Rainer Hunold, Michel Jacot, Gottfried John, Günther Kaufmann, Joachim Kemmer, Peter Kern, Hermann Killmeyer, Dieter Kirchlechner, Christian Kohlund, Diether Krebs, Volkert Kraeft, Dieter Laser, Hermann Lause, Hans-Günter Martens, Max Volkert Martens, Dietrich Mattausch, Peter Millowitsch, Josef Moosholzer, Ronald Nitschke, Uwe Ochsenknecht, Thomas Ohrner, Hanno Pöschl, Volker Prechtel, Jürgen Prochnow, Tilo Prückner, Christian Quadflieg, Alexander Radszun, Hans-Michael Rehberg, Otto W. Retzer, Chris Roberts, Claude-Oliver Rudolph, Udo Samel, Otto Sander, Michael Schanze, Dieter Schidor, Walter Schmidinger, Jürgen Schornagel, Michael Schwarzmaier, Martin Semmelrogge, Volker Spengler, Alexander Stephan, Bernd Tauber, Rüdiger Vogler, Konstantin Wecker, Rudolf Wessely, Raphael Wilczek, Klaus Wildbolz, Ulrich Wildgruber, Vitus Zeplichal, Helmut Zierl, Hanns Zischler.

### Deutsche Demokratische Republik
Frauen: Hildegard Alex, Violeta Andrei, Margit Bendokat, Lydia Billiet, Astrid Bless, Petra Blossey, Ruth Friemel, Simone Frost, Dorit Gäbler, Sigrid Göhler, Regine Heintze, Petra Hinze, Ursula Karusseit, Gerit Kling, Micaëla Kreißler, Marina Krogull, Renate Krößner, Helga Labudda, Gertraut Last, Madeleine Lierck, Christa Löser, Ute Lubosch, Katrin Martin, Gudrun Okras, Marylu Poolman, Ruth Reinecke, Katrin Sass, Johanna Schall, Barbara Schnitzler, Swetlana Schönfeld, Christine Schorn, Viola Schweizer, Gisa Stoll, Katharina Thalbach, Franziska Troegner, Beata Tyszkiewicz, Simone von Zglinicki.
Männer: Regimantas Adomaitis, Donatas Banionis, Hans-Uwe Bauer, Peter Bause, Milan Beli, Dieter Bellmann, Jan Bereska, Hans Bergermann, Gerd Blahuschek, Celino Bleiweiß, Vlastimil Brodský, Wolfgang Dehler, Victor Deiß, Hilmar Eichhorn, Gunter Friedrich, Klaus Gehrke, Fred-Artur Geppert, Detlef Gieß, Werner Godemann, Christian Grashof, Gerd Grasse, Jörg Gudzuhn, Gunnar Helm, Henry Hübchen, Wolfgang Jakob, Rüdiger Joswig, Friedrich-Wilhelm Junge, Eberhard Kirchberg, Klaus-Dieter Klebsch, Volkmar Kleinert, Heinz Dieter Knaup, Uwe Kockisch, Jürgen Mai, Dietrich Mechow, Jiří Menzel, Arnim Mühlstädt, Eckhard Müller, Michael Narloch, Thomas Neumann, Jörg Panknin, Amza Pellea, Franciszek Pieczka, Walter Plathe, Klaus Pönitz, Peter Prager, Wilfried Pucher, Dean Reed, Lutz Riemann, Udo Schenk, Martin Seifert, Peter Skarke, Peter Sodann, Christian Steyer, Szymon Szurmiej, Werner Tietze, Jürgen Watzke, Horst Weinheimer, Giso Weißbach, Peter Welz, Axel Werner, Bodo Wolf, Hans-Jürgen Wolf, Jürgen Zartmann, Uwe Zerbe, Peter Zimmermann, Joachim Zschocke.

## 1980er Jahre

### Bundesrepublik Deutschland, Österreich, Schweiz
Frauen: Therese Affolter, Adriana Altaras, Barbara Auer, Ulrike Beimpold, Julia Biedermann, Katharina Böhm, Suzanne von Borsody, Natja Brunckhorst, Lore Brunner, Sibylle Canonica, Renan Demirkan, Birgit Doll, Elfi Eschke, Veronica Ferres, Beate Finckh, Katja Flint, Barbara Freier, Gudrun Gabriel, Martina Gedeck, Gerda Gmelin, Isa Haller, Susanne Hoss, Sabine Kaack, Brigitte Karner, Ursula Karven, Corinna Kirchhoff, Annette Kreft1, Ulrike Kriener, Maren Kroymann, Anja Kruse, Gudrun Landgrebe, Therese Lohner, Leslie Malton, Maja Maranow, Marita Marschall, Claudia Messner, Christine Neubauer, Valerie Niehaus, Jennifer Nitsch, Désirée Nosbusch, Svenja Pages, Christina Plate, Sabine Postel, Sibylle Rauch, Katja Riemann, Manuela Riva, Barbara Rudnik, Marianne Sägebrecht, Birge Schade, Susanne Schäfer, Antje Schmidt, Maria Schrader, Ilona Schulz, Anja Schüte, Mona Seefried, Silvia Seidel, Julia Stemberger, Lena Stolze, Katja Studt, Anna Thalbach, Karin Thaler, Karina Thayenthal1 Alexa Wiegandt, Barbara Wussow, Petra Zieser, Billie Zöckler.
Männer: Robert Atzorn, Dietmar Bär, Joe Bausch, Ben Becker, Klaus J. Behrendt, Helmut Berger, Matthias Brandt, Pascal Breuer, Gedeon Burkhard, Paul Faßnacht, Ottfried Fischer, Michael Fitz, Albert Fortell, Ulrich Gebauer, Dominik Graf, Günther Maria Halmer, Jürgen Hartmann, Thomas Heinze, Max Herbrechter, Johannes Herrschmann, Egon Hofmann, Ingo Hülsmann, Hannes Jaenicke, Hermann Killmeyer, Burghart Klaußner, Towje Kleiner, Herbert Knaup, Oliver Korittke, Mike Krüger, Horst Kummeth1, Reinhold Lampe1, Dieter Landuris, Leonard Lansink, Heiner Lauterbach, Peter Lohmeyer, Peter Maffay, Robert Meyer, Axel Milberg, Dietmar Mössmer, Tobias Moretti, Richy Müller, Hans Georg Nenning, Miroslav Nemec, Klaus Nierhoff, Daniel Olbrychski, Christoph M. Ohrt, Ludger Pistor, Ulrich Pleitgen, Gerhard Polt, Dominic Raacke, Christian Redl, Ralf Richter, Frank Röth, Siemen Rühaak, Heinrich Schafmeister, Andreas Schmidt, Arnulf Schumacher, Edgar Selge, Peter Simonischek, Walter Sittler, Erwin Steinhauer, Werner Stocker, Oliver Stokowski, Max Tidof, Jürgen Tonkel, Ulrich Tukur, Jürgen Vogel, Otto Waalkes, Udo Wachtveitl, Christoph Waltz, Vladimir Weigl, Klaus Wennemann, Ulrich Wesselmann, Manfred Zapatka, Peter Zilles, August Zirner.
1reiner Fernsehdarsteller

### Deutsche Demokratische Republik
Frauen: Marijam Agischewa, Friederike Aust, Arianne Borbach, Karin Düwel, Marie Gruber, Corinna Harfouch, Daniela Hoffmann, Julia Jäger, Petra Kelling, Gundula Köster, Ulrike Krumbiegel, Annett Kruschke, Susanne Lüning, Dagmar Manzel, Maria Remakina, Cornelia Schmaus, Claudia Schmutzler, Stefanie Stappenbeck, Grażyna Szapołowska, Simone Thomalla, Barbara Trommer, Kathrin Waligura.
Männer: Peter Aust, Uwe Dag Berlin, Erwin Berner, Jens-Uwe Bogadtke, Matthias Freihof, Justus Fritzsche, Manfred Gorr, Peter Mario Grau, Sylvester Groth, Mirko Haninger, Reiner Heise, André Hennicke, Uwe Jellinek, Roman Kaminski, Michael Kind, Jörg Knochée, Horst Kotterba, Bernd Michael Lade, Joachim Lätsch, Ralf Lehm, Jan Josef Liefers, Frank Lienert, Wolf-Dieter Lingk, Marc Lubosch, Klaus Manchen, Florian Martens, Sven Martinek, Torsten Michaelis, Daniel Minetti, Ulrich Mühe, Michael Pan, Volker Ranisch, Thomas Rühmann, Andreas Schmidt-Schaller, Götz Schubert, Jörg Schüttauf, Dirk Wäger.

## 1990er Jahre
Frauen: Meriam Abbas, Mariella Ahrens, Suzan Anbeh, Jale Arıkan, Muriel Baumeister, Marie Bäumer, Meret Becker, Bibiana Beglau, Nicole Beutler, Nora Binder, Kirsten Block, Susanne Bormann, Cosima von Borsody, Anna Böttcher, Rachel Braunschweig, Julia Brendler, Nadeshda Brennicke, Anna Brüggemann, Katja Brügger1, Inga Busch, Tschulpan Chamatowa, Yvonne de Bark, Gesine Cukrowski, Ellen ten Damme, Floriane Daniel, Maruschka Detmers, Anica Dobra, Maren Eggert, Karoline Eichhorn, Jenny Elvers-Elbertzhagen, Anke Engelke, Anna Fechter, Verona Feldbusch, Mimi Fiedler, Hendrikje Fitz, Catherine Flemming, Janina Flieger, Ulrike Folkerts, Liane Forestieri, Inka Friedrich, Johanna Gastdorf, Isabell Gerschke, Dana Golombek, Regula Grauwiller, Fritzi Haberlandt, Eva Habermann, Cosma Shiva Hagen, Jeanette Hain, Simone Hanselmann, Dorothee Hartinger, Eva Hassmann, Bernadette Heerwagen, Wolke Hegenbarth, Natascha Hockwin, Mavie Hörbiger, Nina Hoss, Theresa Hübchen, Julia Hummer, Rebecca Immanuel, Julia Jentsch, Jenny Jürgens, Salome Kammer, Alexandra Kamp, Katy Karrenbauer, Sophie von Kessel, Dorkas Kiefer, Sonja Kirchberger, Petra Kleinert, Anja Kling, Anja Knauer, Imogen Kogge, Juliane Köhler, Ann-Kathrin Kramer, Nicolette Krebitz, Nina Kronjäger, Steffi Kühnert, Janine Kunze, Alexandra Maria Lara, Geno Lechner, Elisabeth Lanz, Sandra S. Leonhard, Miranda Leonhardt, Anne von Linstow, Anna Loos, Susanne Lothar, Heike Makatsch, Edita Malovčić, Lisa Martinek, Franziska Matthus, Claudia Michelsen, Birgit Minichmayr, Kaya Möller, Nele Mueller-Stöfen, Katharina Müller-Elmau, Adele Neuhauser, Alexandra Neldel, Sonsee Neu, Christine Oesterlein, Laura Osswald, Christiane Paul, Caroline Peters, Franziska Petri, Nina Petri, Barbara Philipp, Franka Potente, Lisa Maria Potthoff, Uta Prelle, Janette Rauch, Christiane Christiani, Camilla Renschke, Sophie Rois, Tina Ruland, Andrea Sawatzki, Michaela Schaffrath, Sybille J. Schedwill, Meike Schlüter, Ivonne Schönherr, Doris Schretzmayer, Sophie Schütt, Katharina Schüttler, Charlotte Schwab, Jessica Schwarz, Esther Schweins, Jasmin Schwiers, Theresa Scholze, Chiara Schoras, Marie-Lou Sellem, Anke Sevenich, Susanna Simon, Sandra Speichert, Gruschenka Stevens, Janina Stopper, Manon Straché, Aglaia Szyszkowitz, Jasmin Tabatabai, Laura Tonke, Tatjana Trieb, Nadja Uhl, İdil Üner, Christine Urspruch, Saskia Vester, Gabriele Weinspach1, Ingeborg Westphal, Andrea Willson, Lavinia Wilson, Elke Winkens, Johanna Wokalek, Hanne Wolharn1, Luise Wolfram, Felicitas Woll, Natalia Wörner, Gisa Zach1, Marie Zielcke.
Männer: Andreas Anke, Henry Arnold, Nicolás Artajo, Thomas Arnold, Erdoğan Atalay, Ralf Bauer, Henning Baum, Rufus Beck, Frank Behnke, Tim Bergmann, Pierre Besson, Alexander Beyer, Arved Birnbaum, Moritz Bleibtreu, Sebastian Blomberg, Christian Blümel, Wolfgang Böck, Dirk Borchardt, Martin Brambach, Oliver Bröcker, Daniel Brühl, Detlev Buck, Johann von Bülow, Fabian Busch, Hansa Czypionka, Baki Davrak, Philipp Danne, Philip Dechamps, August Diehl, Christoph Hagen Dittmann, Justus von Dohnányi, Ken Duken, André Eisermann, Bruno Eyron, Martin Feifel, Luc Feit, Uwe Fellensiek, Gerd Udo Feller, Heino Ferch, Herbert Feuerstein, Patrik Fichte, Samuel Finzi, Hanno Friedrich, Benno Fürmann, Tom Gerhardt, Frank Giering, Martin Glade, Gerhard Haase-Hindenberg, Josef Hader, Leander Haußmann, Michael „Bully“ Herbig, Ralph Herforth, Jan Peter Heyne, Andreas Hoppe, Marc Hosemann, Peer Jäger, Igor Jeftić, Stefan Jürgens, RP Kahl, Fritz Karl, Frank Kessler, Michael Kessler, Hermann Killmeyer, Marlon Kittel, Sebastian Koch, Rudolf Kowalski, Harald Krassnitzer, Daniel Krauss, Konrad Krauss1, Jan-Gregor Kremp, Thomas Kretschmann, Joachim Król, Udo Kroschwald, Hardy Krüger jr., Stefan Kurt, Mehmet Kurtuluş, Thomas Kügel, Kai Lentrodt, Dani Levy, Florian Lukas, Kai Maertens, Armin Marewski, Karl Markovics, Mišel Matičević, Ulrich Matthes, Michael Mendl, Hasan Ali Mete, Barnaby Metschurat, Hans-Werner Meyer, Tom Mikulla, Wotan Wilke Möhring, Marc-Oliver Moro, Dietmar Mössmer, Ingo Naujoks, Philipp Neubauer1, Ulrich Noethen, Christian Oliver, Götz Otto, Bastian Pastewka, Sven Pippig, Axel Prahl, Tyron Ricketts, Thure Riefenstein, Janek Rieke, Armin Rohde, Michael Roll, Roman Rossa1, Lars Rudolph, Benjamin Sadler, Erol Sander, Heribert Sasse, Tobias Schenke, Tom Schilling, Sebastian Schipper, Burkhard Schmeer, Helge Schneider, Reinald Schnell, Simon Schwarz, Til Schweiger, Tim Seyfi, Hilmi Sözer, Robert Stadlober, Jan Henrik Stahlberg, David Steffen, Devid Striesow, Sebastian Ströbel, Wolfgang Stumph, Jürgen Tarrach, Christian Tasche, Thomas Thieme, Max von Thun, Kostja Ullmann, Antonio Wannek, Kai Wiesinger, Roeland Wiesnekker, Tim Wilde, Steffen Wink, Gustav Peter Wöhler, Werner Wölbern, Martin Wuttke, Erdal Yıldız, Murat Yılmaz, Haydar Zorlu.
1reiner Fernsehdarsteller

## 2000er Jahre
Frauen: Sarah Alles, Diana Amft, Kathrin Angerer, Anja Antonowicz, Natalia Avelon, Jasna Fritzi Bauer, Luise Befort, Caroline Beil, Svea Bein, Natalia Belitski, Lena Beyerling, Lisa Bitter, Annika Blendl, Anna Blomeier, Nadja Bobyleva, Silke Bodenbender, Funda Bostanlik, Margarita Broich, Agata Buzek, Jule Böwe, Yvonne Catterfeld, Henriette Confurius, Dela Dabulamanzi, Lola Dockhorn, Cristina do Rego, Kristina Dörfer1, Christina Drechsler, Milena Dreißig, Alice Dwyer, Isolda Dychauk, Maria Ehrich, Claudia Eisinger, Martina Eitner-Acheampong, Anna Fischer, Melika Foroutan, Nike Fuhrmann, Susanne Gärtner, Carolyn Genzkow, Sonja Gerhardt, Jessica Ginkel1, Ella Maria Gollmer, Ellenie Salvo González, Stephanie Gossger, Eva-Maria Grein von Friedl, Cornelia Gröschel, Christina Große, Karin Hanczewski, Britta Hammelstein, Bianca Hein, Sina Bianca Hentschel, Karoline Herfurth, Jette Hering, Hannah Herzsprung, Alwara Höfels, Klara Höfels, Maria Hofstätter, Bettina Hoppe, Lucie Hollmann, Susan Hoecke, Sandra Hüller, Paula Kalenberg, Mia Kasalo, Florence Kasumba, Sibel Kekilli, Friederike Kempter, Amelie Kiefer, Stephanie Charlotta Koetz, Julia-Maria Köhler, Gro Swantje Kohlhof, Julia Koschitz, Nursel Köse, Diane Kruger, Annika Kuhl, Nina Kunzendorf, Florentine Lahme, Lena Lauzemis, Alina Levshin, Oona Devi Liebich, Mareike Lindenmeyer, Marleen Lohse, Eva Löbau, Anne Menden1, Tessa Mittelstaedt, Safia Monney, Zoe Moore, Anna Maria Mühe, Rona Özkan, Valentina Pahde, Jana Pallaske, Josefine Preuß, Anne Ratte-Polle, Henriette Richter-Röhl, Paula Riemann, Sophie Rogall, Pheline Roggan Jule Ronstedt, Anneke Kim Sarnau, Elisa Schlott, Gabriela Maria Schmeide, Rike Schmid, Petra Schmidt-Schaller, Paula Schramm, Karoline Schuch, Anna Schudt, Emilia Schüle, Violetta Schurawlow, Cosima Shaw, Maria Simon, Diana Staehly, Stefanie Stappenbeck, Julia Stinshoff, Anna Maria Sturm, Vita Tepel, Margarethe Tiesel, Rosalie Thomass, Sabine Timoteo, Michelle von Treuberg, Jördis Triebel, Ulrike C. Tscharre, Nora Tschirner, Collien Ulmen-Fernandes, Jennifer Ulrich, Carolina Vera, Katharina Wackernagel, Nora von Waldstätten, Araba Walton, Tanja Wedhorn, Sylta Fee Wegmann, Franziska Weisz, Teresa Weißbach, Tanja Wenzel, Ines Marie Westernströer, Carina Wiese, Diane Willems, Muriel Wimmer, Anna Angelina Wolfers, Susanne Wolff, Birthe Wolter, Nadine Wrietz, Esther Zimmering, Bettina Zimmermann, Anna Pieri Zuercher
Männer: Patrick Abozen, Pasquale Aleardi, Aaron Arens, Christian Aumer, Christoph Bach, Thomas Bading, Elyas M’Barek, Florian Bartholomäi, Markus Baumeister, Patrick Baehr, Tom Beck, Ludwig Blochberger, Rainer Bock, Oliver Bootz, Oliver Bokern, David Bredin, Volker Bruch, Daniel Brühl, Maximilian Brückner, Moritz Bürkner, Vladimir Burlakov, Wayne Carpendale, Thomas Darchinger, Patrick Dewayne, Hauke Diekamp, Luka Dimić, Franz Dinda, Ludwig Dornauer, Pete Dwojak1, Lars Eidinger, Stipe Erceg, Alexander Fehling, Thomas Feldkamp, Tim Fischer, Florian David Fitz, Oliver Fleischer, Georg Friedrich, Thomas Gäßler, Sascha Alexander Geršak, Godehard Giese, Christoph Glaubacker, François Goeske, Steffen Groth, Robert Gwisdek, Heiner Hardt, Holger Hauer, Christoph Maria Herbst, Fabian Hinrichs, Mads Hjulmand, Ferdinand Hofer, Charly Hübner, David Hürten, Steffen C. Jürgens, Rolf Kanies, Felix Klare, Matthias Klimsa, Roland Koch, Matthias Koeberlin, Hanno Koffler, Stefan Konarske, Felix Kramer, Mario Kristl1, Markus Krojer, David Kross, Mirko Lang, Tom Lass, Frederick Lau, Aaron Le, Steffen Lehmann, Jonas Friedrich Leonhardi, Carlo Ljubek, Andreas Lust, Hans Löw, Bjarne Mädel, Kailas Mahadevan, Beat Marti, Jacob Matschenz, Maximilian Mauff, Maxim Mehmet, Thorsten Merten, Tino Mewes, Jeremy Mockridge, Sönke Möhring, Mehdi Moinzadeh, Antoine Monot, Denis Moschitto, Dietmar Mössmer, Friedrich Mücke, Jonas Nay, Jannis Niewöhner, Jimi Blue Ochsenknecht, Wilson Gonzalez Ochsenknecht, Rick Okon, Oktay Özdemir, Milan Peschel, Heiko Pinkowski, Oliver Pocher, Hary Prinz, Max von Pufendorf, Trystan Pütter, Kida Khodr Ramadan, Vincent Redetzki, Nick Romeo Reimann, Roland Riebeling, Max Riemelt, Roman Roth, David Rott, Ben Ruedinger, Tim Sander, Thomas Sarbacher, Alexander Scheer, Clemens Schick, Tom Schilling, Peter Schneider, Hinnerk Schönemann, Axel Schreiber, Harald Schrott, Alexander Schubert, Sebastian Schwarz, Matthias Schweighöfer, Jan Sosniok, Aljoscha Stadelmann, Axel Stein, Florian Stetter, Daniel Sträßer, Sabin Tambrea, Tedros Teclebrhan, Andreas Tobias, Christian Tramitz, Ludwig Trepte, Kostja Ullmann, Sebastian Urzendowsky, Constantin von Jascheroff, Gert Voss, Hans-Jochen Wagner, Gregory B. Waldis, Mark Waschke, Philip Wiegratz, Daniel Wiemer, August Wittgenstein, Fahri Ogün Yardım, Ronald Zehrfeld, Daniel Zillmann

1reiner Fernsehdarsteller

## 2010er Jahre
Frauen: Taneshia Abt, Verena Altenberger, Emma Bading, Veronika Bachfischer, Almila Bagriacik, Susi Banzhaf, Katrin Bauerfeind, Christina Baumer, Lina Beckmann, Leonie Benesch, Lisa Bitter, Sandra Bourdonnec, Franziska Brandmeier, Laura de Boer, Thelma Buabeng, Merle Collet, Lana Cooper, Emily Cox, Caro Cult, Karen Dahmen, Samia Dauenhauer, Roxane Duran, Maria Dragus, Lea Drinda, Mala Emde, Gizem Emre, Nilam Farooq, Janina Fautz, Sara Fazilat, Ruby O. Fee, Gisa Flake, Sarah Viktoria Frick, Liv Lisa Fries, Tinka Fürst, Dagmar Geppert, Sonja Gerhardt, Runa Greiner, Jella Haase, Lisa Hagmeister, Anne Haug, Lucie Heinze, Larissa Sirah Herden, Luise Heyer, Lorna Ishema, Svenja Jung, Carla Juri, Maike Jüttendonk, Lena Klenke, Lisa-Marie Koroll, Emily Kusche, Lisa Küppers, Cynthia Micas, Jasmin Minz, Mercedes Müller, Christin Nichols, Mona Pirzad, Johanna Polley, Stefanie Reinsperger, Lore Richter, Kim Riedle, Palina Rojinski, Saskia Rosendahl, Linda Marlen Runge, Valerie Pachner, Jaëla Probst, Alicia von Rittberg, Teresa Rizos, Seyneb Saleh, Martina Schöne-Radunski, Hildegard Schroedter, Katharina Marie Schubert, Carol Schuler, Victoria Schulz, Ursula Strauss, Joanna Semmelrogge, Anja Schneider, Aenne Schwarz, Emma Schweiger, Luna Schweiger, Lilith Stangenberg, Lina Larissa Strahl, Aylin Tezel, Nellie Thalbach, Janina Uhse, Brigitte Urhausen, Lena Urzendowsky, Lea van Acken, Franziska van der Heide, Lisa Vicari, Saralisa Volm, Luise von Finckh, Lisa Wagner, Nora Waldstätten, Katrin Wichmann, Manuela Wisbeck, Maryam Zaree, Nadja Zwanziger
Männer: Mike Adler, Sebastian Achilles, Christian Ahlers, Hassan Akkouch, Aram Arami, Levy Rico Arcos, Malick Bauer, Benito Bause, Timur Bartels, Joel Basman, Eugen Bauder, Emil Belton, Oskar Belton, Andreas Berg, Jonathan Berlin, Eugene Boateng, Paul Boche, Ben Bela Böhm, Ludger Bökelmann, Nicolai Borger, Niels Bormann, Yasin Boynuince, Reza Brojerdi, Martin Bruchmann, Bruno Alexander, Pit Bukowski, Jan Bülow, Adrian Can, Bernhard Conrad, Werner Daehn, Jonas Dassler, Ralf David, Michel Diercks, Rhon Diels, Nicolas Dinkel, Daniel Donskoy, Tilman Döbler, Andreas Döhler, Nils Dörgeloh, Marko Dyrlich, Amer El-Erwadi, Vedat Erincin, Michael Epp, Golo Euler, Ulrich Faßnacht, Julius Feldmeier, Christian Friedel, Markus Gertken, Michael Glantschnig, Michael A. Grimm, Tristan Göbel, Solomon Gordon, Fabian Halbig, David A. Hamade, Damian Hardung, Jörg Hartmann, Franz Hartwig, Edin Hasanovic, Klaas Heufer-Umlauf, Louis Hofmann, Jörn Hentschel, Bernd Hölscher, Max Hubacher, Samuel Hummel, Timo Jacobs, Urs Jucker, Eric Kabongo, Tim Kalkhof, Felix Kammerer, Serkan Kaya, Tom Keune, Julian Koechlin, Ivo Kortlang, Vincent Krüger, Jerry Kwarteng, Phil Laude, Béla Gabor Lenz, Benjamin Lillie, Nenad Lucic, Kai Malina, Arash Marandi, Oliver Masucci, Björn Meyer, Jonas Minthe, Jörg Moukaddam, Murathan Muslu, Yung Ngo, Julius Nitschkoff, Johannes Nussbaum, Bernd Panzer, Anton Petzold, Rick Okon, Axel Ranisch, Bastian Reiber, Lucas Reiber, Sascha Reimann, Charles Rettinghaus, Merlin Rose, Jascha Rust, Franz Rogowski, Dar Salim, Emilio Sakraya, Maxi Schafroth, Leonard Scheicher, Tristan Seith, Max Schimmelpfennig, Roman Schomburg, Andreas Schröders, Samuel Schneider, Albrecht Schuch, Tim Oliver Schultz, Davis Schulz, Olli Schulz, Robert Schupp, Jannik Schümann, David Schütter, Steven Sowah, Tilman Strauß, Daniel Sträßer, Arnel Taci, Rauand Taleb, Oleg Tikhomirov, Peter Trabner, Benjamin Trinks, Timmi Trinks, Leon Ullrich, Tito Uysal, Adam Venhaus, Max von der Groeben, Anton Weil, Timo Weisschnur, Milton Welsh, Vincent Wiemer, Nikolai Will, Juri Winkler, Rasmus Max Wirth, Roland Wolf, Gerdy Zint

## 2020er Jahre
Frauen: Bella Bading, Marlene Burow, Lilly Charlotte Dreesen, Tua El-Fawwal, Banafshe Hourmazdi, Thea Ehre, Meltem Kaptan, Klara Lange, Luna Wedler, Helena Zengel
Männer: Christian Bojidar, Farba Dieng, Vu Dinh, Marios Gavrilis, Felix Kammerer, Johann-Christof Laubisch, Lucas Lentes, David Ali Rashed, Merlin Sandmeyer, Dimitrij Schaad, Adrian Julius Tillmann